# Gastón Merlo
Gastón Merlo (* 26. Januar 1985 in Buenos Aires), auch unter dem vietnamesischen Namen Đỗ Merlo bekannt, ist ein argentinisch–vietnamesischer Fußballspieler.
Im Juni 2017 wurde ihm die vietnamesische Staatsbürgerschaft verliehen und er erhielt den neuen Namen Đỗ Merlo.

## Karriere
Gastón Merlo stand von 2005 bis 2014 beim argentinischen Klub Ferro Carril Oeste in Buenos Aires unter Vertrag. Der Verein spielte in der zweiten Liga des Landes, der Primera B Nacional. Im Juli 2009 ging er nach Asien. Hier unterschrieb er in Vietnam einen Vertrag beim SHB Đà Nẵng. Mit dem Klub aus Đà Nẵng spielte er in der höchsten Liga, der V.League 1. 2009 und 2012 wurde er mit Đà Nẵng vietnamesischer Meister. Im Endspiel des vietnamesischen Pokals stand er 2009. Das Final gegen Thể Công gewann man mit 1:0. Das Spiel um den Supercup 2012 gewann man mit 4:0 gegen den Xuân Thành Sài Gòn FC. 2009, 2010 und 2011 wurde er Torschützenkönig der Liga. Mitte 2014 kehrte er zu seinem ehemaligen Verein Ferro Carril Oeste zurück. Hier stand er bis Januar 2016 unter Vertrag. Im Februar 2016 unterschrieb er ein zweites Mal einen Vertrag bei SHB Đà Nẵng. 2016 wurde er mit 24 Toren zum vierten Mal Torschützenkönig. Anfang 2020 verpflichtete ihn der Ligakonkurrent Dược Nam Hà Nam Định FC aus Nam Định. Nach einem Jahr wechselte er Anfang 2021 nach Ho-Chi-Minh-Stadt zum ebenfalls in der ersten Liga spielenden Sài Gòn FC. Für den Erstligisten bestritt er 28 Ligaspiele, wobei er zehn Treffer erzielte. Im Januar ging er wieder in seine Heimat. Hier schloss er sich dem CA Costa Brava an.

## Erfolge
SHB Đà Nẵng
- Vietnamesischer Meister: 2009, 2014
- Vietnamesischer Pokalsieger: 2009
- Vietnamesischer Supercup-Sieger: 2012

## Auszeichnungen
V. League 1
- Torschützenkönig: 2009, 2010, 2011, 2016